# Fiesta de la Libertad
La Fiesta de la Libertad (en idioma alemán, Feste der Freiheit) es el nombre que el Gobierno Federal alemán dio al evento organizado para la celebración del 20º aniversario de la caída del Muro de Berlín, el 9 de noviembre de 2009. Los actos oficiales tuvieron lugar en Berlín a lo largo de todo el día y fueron precedidos por la canciller federal Angela Merkel.
Como punto central del acontecimiento se realizó un espectáculo por la tarde enfrente de la Puerta de Brandemburgo al que acudieron unas 100.000 personas y que contó con la presencia de más de 30 jefes de Gobierno, culminando con la “caída simbólica” de aproximadamente mil grandes bloques de poliestireno ordenados en fila como si se tratara de fichas de dominó y los posteriores fuegos artificiales. Notable fue la presencia de Mijaíl Gorbachov, antiguo presidente de la URSS y uno de los principales artífices de la caída del Muro; así como la ausencia de Helmut Kohl, canciller federal en esa época, por motivos de salud.

## Programa
| Hora          | Lugar                        | Acontecimiento |
| ------------- | ---------------------------- | --- |
| 09:30 – 10:00 | Capilla de la Reconciliación | Servicio religioso especial con la presencia del alcalde de Berlín, Klaus Wowereit |
| 10:00 – 11:00 | Memorial del Muro de Berlín  | Inauguración del Memorial por el alcalde Klaus Wowereit en el barrio de |
| 11:00 – 13:00 | Fundación Albert Einstein    | Participación de la canciller Angela Merkel en la conferencia Falling Walls |
| 15:00-16:30   | Puente Bornholmer            | Cruce simbólico del puente Bornholmer, que separa los barrios berlineses de Prenzlauer Berg (perteneciente al antiguo Berlín Oriental) y Wedding (en Berlín Occidental), por la canciller Angela Merkel acompañada de los expresidentes Mijaíl Gorbachov y Lech Wałęsa, así como de defensores de los derechos civiles de la antigua RDA |
| 17:00 – 18:30 | Palacio de Bellevue          | Recepción por parte del presidente Horst Köhler de 31 jefes de Estado y de Gobierno, y diversas figuras políticas invitadas |
| 19:00 – 19:25 | Plaza de París               | Inicio del espectáculo al aire libre con un concierto de la Orquesta Estatal de Berlín bajo la dirección de Daniel Barenboim y con la participación del tenor Plácido Domingo |
| 19:25 – 19:30 | Puerta de Brandeburgo        | Cruce simbólico de la Puerta de Brandeburgo de este a oeste efectuado por la canciller Angela Merkel y los jefes de Estado y de Gobierno presentes |
| 19:30 – 20:00 | Plaza del 18 de Mayo         | Discursos de bienvenida por parte de Klaus Wowereit, Angela Merkel, el presidente francés Nicolas Sarkozy, el presidente ruso Dmitri Medvédev, el primer ministro británico Gordon Brown y la secretaria de Estado de los EE. UU. Hillary Clinton                                                                                        |
| 20:00 – 20:05 | Parlamento alemán            | Inicio de la primera fase de la caída de las fichas del dominó, realizada por el expresidente polaco Lech Wałęsa y el ex primer ministro húngaro Miklós Németh |
| 20:05 – 20:30 | Plaza del 18 de Marzo        | Canto a cargo del quinteto de ópera Adoro discurso de Mijaíl Gorbachov y de Hans-Dietrich Genscher, ex ministro de Exteriores alemán Bon Jovi interpreta la canción We Weren't Born To Follow |
| 20:30 – 20:35 | Plaza de Potsdam             | Segunda fase de la caída de las fichas del dominó, realizada por los presidentes de la Comisión Europea, José Manuel Durão Barroso, y del Parlamento Europeo, Jerzy Buzek, acompañados por estudiantes de las Europaschule berlinesas |
| 20:35 – 20:50 | Plaza del 18 de Marzo        | Discurso del economista bangladesí Muhammad Yunus, premio Nobel de la Paz, y del artista surcoreano Ahn Kyu-Chul, responsable de la idea del dominó Interpretación de la canción himno We Are One a cargo de Paul van Dyk |
| 20:50 – 21:00 | Puerta de Brandeburgo        | Tercera y última fase de la caída de las fichas del dominó Fuegos artificiales |
| 21:00 -       | Cancillería Federal          | Cena ofrecida por la canciller a los jefes de Estado y de Gobierno invitados |

## Dirigentes presentes
Al evento acudieron 31 jefes de Estado y de Gobierno; 28 actualmente en el cargo (26 pertenecientes a los países miembros de la UE, con excepción de Chipre), más el presidente de Rusia, Dmitri Medvédev, y la secretaria de Estado de los EE. UU., Hillary Clinton, así como 3 antiguos jefes de Estado o de Gobierno: los presidentes Mijaíl Gorbachov de la URSS y Lech Wałęsa de Polonia, y el primer ministro húngaro Miklós Németh. También se contó con la presencia de renombradas figuras políticas y del mundo cultural, como se muestra en la tabla siguiente.
| Cargo                           | Nombre                       | País            |
| ------------------------------- | ---------------------------- | --------------- |
| Presidente(1)                   | Horst Köhler                 | Alemania        |
| Canciller(1)                    | Angela Merkel                | Alemania        |
| Canciller                       | Werner Faymann               | Austria         |
| P.M.                            | Herman Van Rompuy            | Bélgica         |
| P.M.                            | Boiko Borísov                | Bulgaria        |
| P.M.                            | Lars Løkke Rasmussen         | Dinamarca       |
| P.M.                            | Robert Fico                  | Eslovaquia      |
| P.M.                            | Borut Pahor                  | Eslovenia       |
| Presidente                      | José Luis Rodríguez Zapatero | España          |
| Presidente                      | Toomas Hendrik Ilves         | Estonia         |
| P.M.                            | Matti Vanhanen               | Finlandia       |
| Presidente                      | Nicolas Sarkozy              | Francia         |
| P.M.                            | Georgios Papandreou          | Grecia          |
| Presidente                      | László Sólyom                | Hungría         |
| P.M.                            | Brian Cowen                  | Irlanda         |
| P.M.                            | Silvio Berlusconi            | Italia          |
| P.M.                            | Valdis Dombrovskis           | Letonia         |
| Presidente                      | Dalia Grybauskaitė           | Lituania        |
| P.M.                            | Jean-Claude Juncker          | Luxemburgo      |
| P.M.                            | Lawrence Gonzi               | Malta           |
| P.M.                            | Jan Peter Balkenende         | Países Bajos    |
| P.M.                            | Donald Tusk                  | Polonia         |
| P.M.                            | José Sócrates                | Portugal        |
| P.M.                            | Gordon Brown                 | Reino Unido     |
| P.M.                            | Jan Fischer                  | República Checa |
| Presidente                      | Traian Băsescu               | Rumania         |
| P.M.                            | Fredrik Reinfeldt            | Suecia          |
| Presidente                      | Dmitri Medvédev              | Rusia           |
| Secretaria de Estado            | Hillary Clinton              | Estados Unidos  |
| expresidente de la URSS         | Mijaíl Gorbachov             | Rusia           |
| expresidente                    | Lech Wałęsa                  | Polonia         |
| expresidente                    | Miklós Németh                | Hungría         |
| Presidente (Comisión Europea)   | José Manuel Durão Barroso    | Portugal        |
| Presidente (Parlamento Europeo) | Jerzy Buzek                  | Polonia         |
| Alcalde de Berlín(1)            | Klaus Wowereit               | Alemania        |

- (P.M.) - Primer ministro
- (1) - Anfitrión

## Dominó gigante
La parte más vistosa de las festividades la constituyó un juego de grandes fichas de dominó ordenadas en una hilera (el llamado efecto dominó), que se dejó caer como representación simbólica de la caída del Muro 20 años atrás. 
En total fueron unos 1000 bloques de poliestireno plástico de 2,5 m de altura, 1 m de largo y 40 cm de grosor, con un peso de sólo 20 kg, pintados por cerca de 15.000 estudiantes y artistas de diversos orígenes o por importantes personajes como Nelson Mandela o Václav Havel.
El dominó tuvo un recorrido de 1,5 km de largo, partió del edificio del Parlamento Federal, pasó por la Puerta de Brandeburgo, recorriendo la calle Ebertstraße, hasta llegar a la Plaza de Potsdam. Se hizo caer por tres etapas: 
- La primera etapa recorrió del Parlamento a antes de llegar a la Puerta de Brandeburgo y fue activada por el expresidente polaco Lech Wałęsa y el ex primer ministro húngaro Miklós Németh.
- La segunda comenzó en el otro extremo, recorriendo de la Plaza de Potsdam hasta la Puerta de Brandeburgo y fue activada por los presidentes de la Comisión Europea, José Manuel Durão Barroso, y del Parlamento Europeo, Jerzy Buzek.
- La tercera y última fue la más corta, sólo rodeó la puerta de Brandeburgo por ambos costados y fue activada por estudiantes. Al terminar se iniciaron los fuegos artificiales.

## Actividades adicionales
Aparte de los actos oficiales, se realizaron una serie de eventos y actividades adicionales en esas fechas por todo el territorio alemán.
- El Instituto Goethe llevó a cabo la embajada cultural simbólica "Viaje del Muro" (Mauerreise): 20 bloques del dominó fueron enviados a Israel, Palestina, Chipre, México, Corea del Sur, Yemen y otros lugares donde hubo o aún existen muros de separación. Allí sirvieron los bloques como lienzo a artistas, intelectuales y jóvenes para plasmar sus ideas sobre el tema.[4] Los bloques regresaron a Berlín y se incorporaron a los otros para formar parte del gran dominó.